# Hotel Panamericano Buenos Aires
El Hotel Panamericano Buenos Aires es un hotel ubicado en la Ciudad de Buenos Aires, Argentina. Se encuentra situado sobre la Avenida 9 de Julio, fue inaugurado en 1981 y renovado en el año 1998. Es un hotel de cinco estrellas. En el año 2004 recibió el premio "Quality and Renovation Excellence Award", otorgado por el Intercontinental Group.

## Historia
El Hotel Panamericano fue proyectado en 1977 por el estudio de arquitectura Augusto L. Pantarotto y Asociados (En 1986, Pantarotto diseñaría también el Hotel Panamericano de San Carlos de Bariloche), y construido por la firma Relats-Cleñaber Ingenieros Civiles S.A. La primera etapa del hotel estuvo terminada en 1981, y la segunda fue concluida recién años más tarde. En 1983, se transformó en el cuartel de la campaña presidencial del candidato radical Raúl Alfonsín, quien se transformaría en el primer presidente del período democrático posterior a la dictadura que gobernó entre 1976/1983.

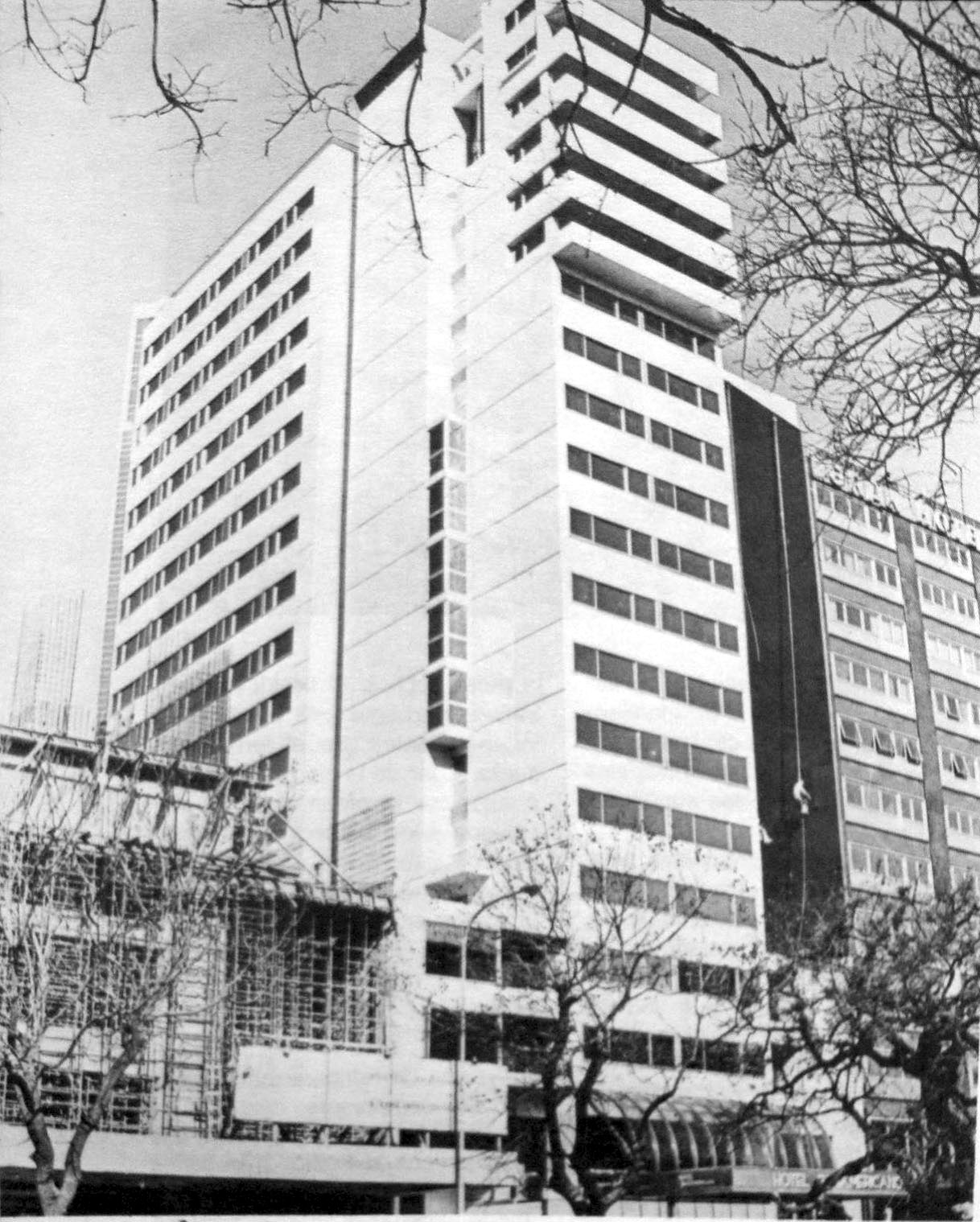
Torre Sur, vista en 1982.

Compuesto por dos edificios, "Torre Sur" y "Torre Norte" (la más reciente, terminada recién en 1999 por el estudio Sánchez Elía SEPRA Arquitectos), es un complejo de estilo postmoderno cuyos interiores están decorados en estilo academicista, recordando la arquitectura clásica de influencia francesa que distingue a Buenos Aires.El Panamericano Buenos Aires posee un spa en el piso 23 de la Torre Norte, restaurante propio y salones para convenciones con capacidad para 2.500 personas.
Entre 1993 y 2005 el Panamericano obtuvo la licencia de la cadena hotelera Crowne Plaza, transformándose en el Hotel Crowne Plaza Panamericano en ese período. En junio de 2005, la firma anunció que no renovaría el contrato de management del Panamericano, con lo cual el hotel volvió a su denominación original.
En 2004, el entonces Crowne Plaza Panamericano fue premiado por la InterContinental Hotels Group con el Renovation Excellence Award, con motivo de la renovación total de sus interiores y la construcción de la Torre Sur.

## Habitaciones
El hotel cuenta con 362 habitaciones. Desde ellas pueden verse el Río de la Plata, la Avenida 9 de Julio y cúpulas de edificios tradicionales de Buenos Aires.